# Université Howard
L'université Howard (HU ou  Howard) est une université américaine située à Washington, surnommée la Harvard noire. Elle fut fondée en 1867 et baptisée en l'honneur d'Oliver Otis Howard, un général de l'Armée de l'Union.

## Histoire
L'université Howard est la plus prestigieuse des universités qui jusqu’à la fin des lois ségrégationnistes forment des Afro-américains,.
L'architecte Albert Cassell (1895-1969) a construit l'un des bâtiments.
L'université a un département d'histoire consacré à la communauté afro-américaine.
En 2021, l'université annonce qu'elle fermerait son département d'études classiques, le seul département du genre dans un collège et une université historiquement noirs (HBCU). Cette décision suscite une vague de consternation dans la communauté universitaire,.
Lors de l'élection présidentielle américaine de 2024, il s'agit du QG de la candidate démocrate Kamala Harris lors de la soirée électorale.

## Sport
L'équipe sportive omnisports de l'université, les Bisons, joue ses matchs au William H. Greene Stadium (pour le football américain, la crosse, l'athlétisme et le soccer) ainsi qu'au Burr Gymnasium (pour le basket-ball).

## Personnalités liées à l'université

### Professeurs
- Gwendolyn B. Bennett (1924-1927), elle est la plus jeune professeur nommée à ce poste[7].
- Daryl Paul Domning
- John Hope Franklin
- Charles Hamilton Houston, avocat
- Emily Howland, abolitionniste, féministe, pacifiste
- Keith Mitchell, l'actuel Premier ministre de la Grenade, y enseigna les mathématiques de 1977 à 1983[8].
- Toni Morrison, prix Nobel de littérature
- Djibril Tamsir Niane, historien
- Charlotte E. Ray, avocate américaine
- Roger Arliner Young, biologiste et zoologiste

### Étudiants
Par ordre alphabétique
- George Edward Alcorn Jr, physicien et inventeur
- Debbie Allen, actrice américain
- Houston A. Baker Jr., essayiste et professeur d'université afro-américain,
- Patricia Bath (1942-2019) chirurgienne en ophtalmologie créatrice du procédé d'opération de la cataracte par rayon laser
- Chadwick Boseman, acteur américain
- Claude Brown (en)
- Nick Cannon, acteur américain
- Jan Carew, écrivain, dramaturge, poète et enseignant du Guyana.
- Elizabeth Catlett, sculptrice et graveuse américano-mexicaine, première femme noire diplômée des beaux-arts
- Kenneth B. Clark, universitaire américain et un militant des droits civiques
- Yvonne Y. Clark (1929-2019), ingénieure.
- Ta-Nehisi Coates,  écrivain et journaliste américain
- Sean Combs (non diplômé), rappeur américain
- Anna E. Cooper,  universitaire libérienne,
- Ossie Davis, cinéaste américain
- Kadiatou Émilie Diaby ministre guinéen des Travaux publics
- Modibo Diarra, astrophysicien et homme d'État malien,
- Robert Todd Duncan, artiste lyrique afro-américain
- Roberta Flack, chanteuse américaine de soul, jazz et folk,
- Lance Gross, acteur américain
- Charles Hamilton Houston,  avocat et universitaire américain
- Kamala Harris, vice-présidente des États-Unis
- Donny Hathaway,  auteur-compositeur-interprète de musique soul
- Alma Levant Hayden, chimiste américaine
- Taraji P. Henson,  actrice, chanteuse, productrice et auteure américaine
- Shauntay Hinton, actrice américaine, élue Miss USA 2002.
- Shaka Hislop,  joueur de football
- Zora Neale Hurston, romancière, nouvelliste, essayiste, dramaturge, anthropologue, folkloriste et journaliste
- Darlene Nipper, militante pour les droits LGBTQ+
- Cheddi Jagan, président du Guyana
- Gerard McMurray, réalisateur
- Gilbert R. Mason, médecin, militant des droits civiques
- Thurgood Marshall (Howard University Law School)
- Keith Mitchell, homme politique grenadin
- Toni Morrison,  prix Nobel de littérature
- Aida Muluneh, photographe éthiopienne
- Jessye Norman, artiste lyrique
- Phylicia Rashād, actrice et productrice afro-américaine
- Richard Smallwood (en)
- Rosalyn Terborg-Penn, historienne des droits civiques des afro-américaines
- Mazie O. Tyson, géographe
- Lynn Whitfield, actrice
- Anok Yai, mannequin égyptienne

## Campus

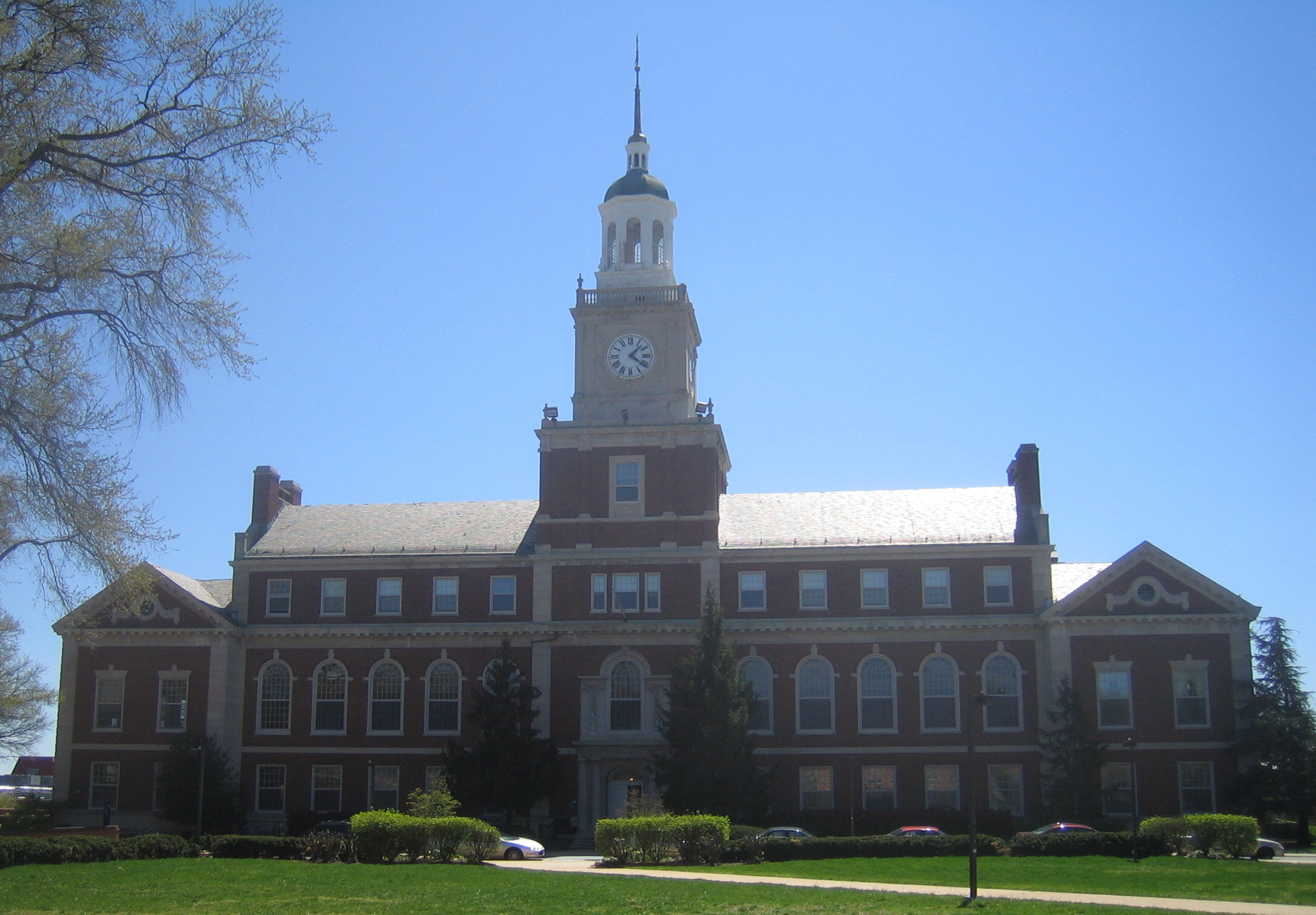
Founders Library de l'université Howard.